# Socuéllamos
Socuéllamos est une commune d'Espagne de la province de Ciudad Real dans la communauté autonome de Castille-La Manche.

## Géographie
Socuéllamos est située aux alentours de la rivière Córcoles, près d'une lagune desséchée au début du XXe siècle, connue sous le nom de « La Hoyuela ». Cet emplacement est dû aux conséquences de la « petite glaciation » du XVIe siècle. Son emplacement originel se trouve sur un petit mont, près de la rivière Záncara, actuellement inhabité.

## Histoire
Les premiers textes qui parlent de Socuéllamos proviennent de l'ordre militaire de Santiago, vers la fin du XIIIe siècle (1298). Les gens qui allaient vivre à Socuéllamos n'avaient pas d'impôts à payer au Couvent d'Uclés (Cuenca), le chef-lieu de la région pendant le Moyen Âge.

## Administration
| Période                                  | Période | Identité | Étiquette | Qualité |
| ---------------------------------------- | ------- | -------- | --------- | ------- |
|                                          |         |          |           |         |
| Les données manquantes sont à compléter. |         |          |           |         |